# 德臣島
德臣島（英語：Dixson Island），是南極洲的島嶼，位於喬治五世地，處於寧尼斯冰川終點西部，長19公里、寬8公里，由澳大拉西亞探險隊發現，現時由南極條約體系管理。